# Ronaldo Santini
Ronaldo Santini (Lagoa Vermelha, 2 de outubro de 1973) é um advogado e político brasileiro filiado ao Podemos. Atualmente é suplente de deputado federal pelo Rio Grande do Sul e assumiu o cargo enquanto Covatti Filho (PP) esteva licenciado. Durante seu mandato, Ronaldo apresentou alinhamento de 93% com o governo Bolsonaro nas votações da câmara.

## Biografia

### Deputado estadual
Santini foi eleito deputado estadual na eleição de 2010 e reeleito na eleição de 2014. Em seu último mandato no cargo, durante o governo de José Ivo Sartori (PMDB), Santini votou contra o aumento do ICMS, contra as privatizações, a contra a aprovação da Lei de Responsabilidade Fiscal Estadual, contra a extinção de fundações e a favor da adesão ao Regime de Recuperação Fiscal (RRF).

### Deputado federal
Na eleição estadual de 2018, Santini se candidatou a deputado federal e obteve a primeira suplência da sua coligação. Como o deputado Covatti Filho (PP) se licenciou, Santini assumiu o cargo em 12 de fevereiro de 2019. Em seu mandato na câmara, Santini cronologicamente votou contra a MP 867 (que segundo ambientalistas alteraria o Código Florestal anistiando desmatadores); a favor de criminalizar responsáveis por rompimento de barragens; a favor da PEC da Reforma da Previdência e contra excluir os professores nas regras da mesma; a favor da MP da Liberdade Econômica; contra Alteração no Fundo Eleitoral; contra aumento do Fundo Partidário; contra cobrança de bagagem por companhias aéreas; contra incluir políticas LGBTs na pasta de Direitos Humanos; a favor do PL 3723 que regulamenta a prática de atiradores e caçadores; a favor do  "Pacote Anti-crime" de Sergio Moro; a favor do Novo Marco Legal do Saneamento; contra redução do Fundo Eleitoral; contra a suspensão do mandato do deputado Wilson Santiago (PTB/PB), acusado de corrupção; a favor de ajuda financeira aos estados durante a pandemia de COVID-19; a favor do Contrato Verde e Amarelo; a favor da MP 910 (conhecida como MP da Grilagem); a favor da flexibilização de regras trabalhistas durante a pandemia; a favor do congelamento do salário dos servidores; a favor da anistia da dívida das igrejas; a favor da convocação de uma Convenção Interamericana contra o Racismo; duas vezes a favor de destinar verbas do novo FUNDEB para escolas ligadas às igrejas; a favor da autonomia do Banco Central; contra a manutenção da prisão do deputado bolsonarista Daniel Silveira (PSL/RJ); a favor da validação da PEC da Imunidade Parlamentar e a favor da PEC Emergencial (que trata do retorno do auxílio emergencial por mais três meses e com valor mais baixo). Santini se afastou em 30 de março de 2021, pois o deputado titular Covatti Filho reassumiu o cargo.

## Desempenho eleitoral
| Ano  | Eleição                       | Cargo             | Partido | Coligação                    | Suplentes                                         | Votos          | Resultado                                           |
| ---- | ----------------------------- | ----------------- | ------- | ---------------------------- | ------------------------------------------------- | -------------- | --------------------------------------------------- |
| 2006 | Estadual do Rio Grande do Sul | Deputado Federal  | PTB     | PTB / PMN                    | —                                                 | 16.425 (0,30%) | Suplente (66ª pessoa mais votada, 10ª na coligação) |
| 2010 | Estadual do Rio Grande do Sul | Deputado Estadual | PTB     | sem coligação proporcional   | Jurandir Maciel (PTB), Luiz Antônio Tirello (PTB) | 35.029 (0,62%) | Eleito (53ª pessoa mais votada, 3ª no partido)      |
| 2014 | Estadual do Rio Grande do Sul | Deputado Estadual | PTB     | sem coligação proporcional   | José Sperotto (PTB), Jurandir Maciel (PTB)        | 47.829 (0,86%) | Reeleito (20ª pessoa mais votada, 3ª no partido)    |
| 2018 | Estadual do Rio Grande do Sul | Deputado Federal  | PTB     | PTB / PSDB / PRB / REDE / PP | —                                                 | 68.178 (1,24%) | Suplente (29ª pessoa mais votada, 10ª na coligação) |